# Kielbasa
Kielbasa (/kiːlˈbɑːsə/ hoặc /kɪˈbɑːsə/; từ kiełbasa trong tiếng Ba Lan [kʲɛwˈbasa])  là bất kỳ loại xúc xích làm từ thịt nào đến từ Ba Lan, và là một món ăn chính của ẩm thực Ba Lan. Trong tiếng Anh-Mỹ, từ này thường dùng để chỉ một loại xúc xích hun khói hình chữ U thô của bất kỳ loại thịt nào, gần giống với xúc xích Wiejska (thường chỉ có thịt lợn) trong tiếng Anh-Anh.

## Từ nguyên và cách sử dụng
Là từ du nhập từ tiếng Anh trực tiếp, từ tiếng Ba Lan được viết thành kiełbasa, có nghĩa là "xúc xích". Các nguồn từ nguyên học nói rằng ban đầu, từ này xuất phát từ tiếng Turk kol basa, nghĩa đen là "ép bằng tay", hoặc kül basa, nghĩa đen là "ép bằng tro" (ví dụ món ăn hiện đại của Thổ Nhĩ Kỳ külbastı), hoặc có thể từ căn cứ kol trong tiếng Do Thái (כל בשר), nghĩa đen là "tất cả các loại thịt;"  tuy nhiên, nguồn gốc khác cũng có thể.
Các thuật ngữ nhập tiếng Anh đồng thời từ các nguồn khác nhau, có các cách viết khác nhau. Cách sử dụng khác nhau giữa các nhóm văn hóa và quốc gia, nhưng nhìn chung có sự khác biệt giữa cách sử dụng của người Mỹ và người Canada. Ở New Jersey, Pennsylvania và hầu hết các khu vực của thành phố Greater New York, hình thức chuyển tiếp số nhiều của ngôn ngữ Ba Lan được sử dụng, kiełbasy /kɪˈbɑːsi/). Canada cũng sử dụng kubasa từ (/kuːbɑːˈsɑː/ hoặc /ˈkuːbəsɑː/), phiên bản thô sở của kovbasa trong tiếng Ukraina (ковбаса), và vùng Alberta thậm chí còn viết tắt nó là kubie để chỉ xúc xích ăn trên bánh mì xúc xích. 

## Các loại và biến thể khu vực

### Ba Lan

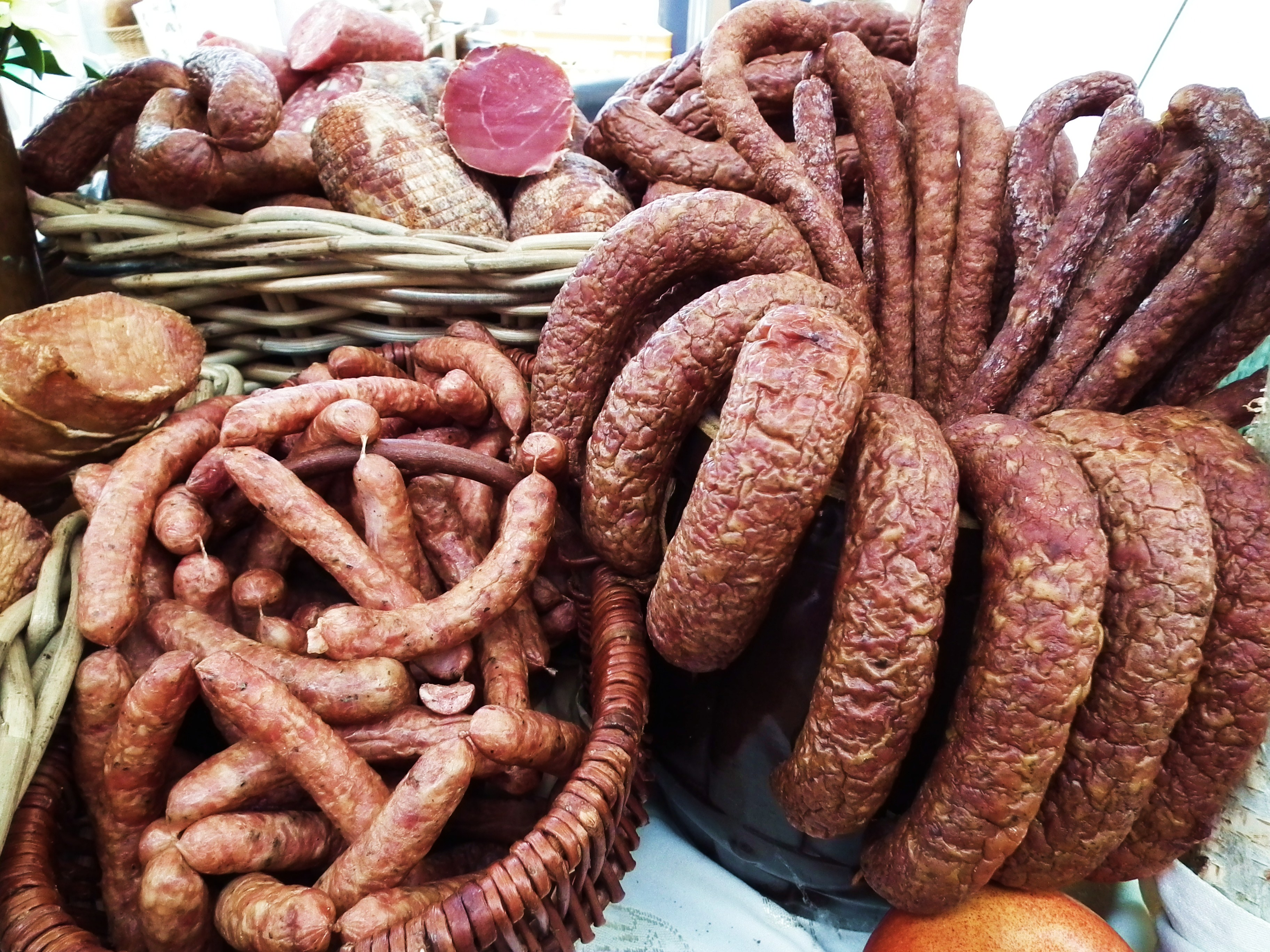
Các giống khác nhau của Kielbasa ở Poznań, Ba Lan

Xúc xích là một món ăn chính của Ba Lan và có hàng chục loại, hun khói hoặc tươi, được làm từ thịt lợn, thịt bò, gà tây, thịt cừu, thịt gà hoặc thịt bê với mỗi vùng có đặc sản riêng. Trong số này, kiełbasa lisiecka, được sản xuất tại Małopolskie, đã được bảo vệ với PGI từ cuối năm 2010  Có một hướng dẫn chính thức của Ba Lan và phân loại xúc xích dựa trên kích cỡ, thịt, các loại ăn sẵn hoặc chưa nấu chín.
Ban đầu được thực hiện tại nhà ở các vùng nông thôn, có rất nhiều công thức để chuẩn bị kielbasa tại nhà và cho các ngày lễ. Kielbasa cũng là một trong những thực phẩm truyền thống nhất được phục vụ tại các đám cưới của Ba Lan. Các giống phổ biến bao gồm:
- kabanos, một loại xúc xích mỏng, sấy khô có hương vị với hạt caraway, ban đầu được làm từ thịt lợn
- kielbasa odesskie, được làm bằng thịt bò.
- kiełbasa wędzona, xúc xích hun khói Ba Lan, thường được sử dụng trong súp.
- krakowska, một loại xúc xích dày, thẳng hun khói nóng với hạt tiêu và tỏi; tên của nó đến từ Kraków
- wiejska ([ˈvʲejska]), xúc xích trang trại; nó là một miếng thịt lợn lớn hình chữ U và xúc xích thịt bê với kinh giới và tỏi; tên của nó có nghĩa là "nông thôn" hoặc (cách sử dụng tính từ) "miền quê" hoặc (tính từ sử dụng) "làng".
- weselna, xúc xích "đám cưới", xúc xích hun khói dày vừa, hình chữ u; thường xuyên ăn trong các bữa tiệc, nhưng không độc quyền
- kaszanka hoặc kiszka là xúc xích máu truyền thống hoặc bánh pudding đen.
- myśliwska là một xúc xích thịt lợn hun khói, khô.
- kiełbasa biała, một loại xúc xích trắng được bán chưa nấu chín và thường được sử dụng trong súp.

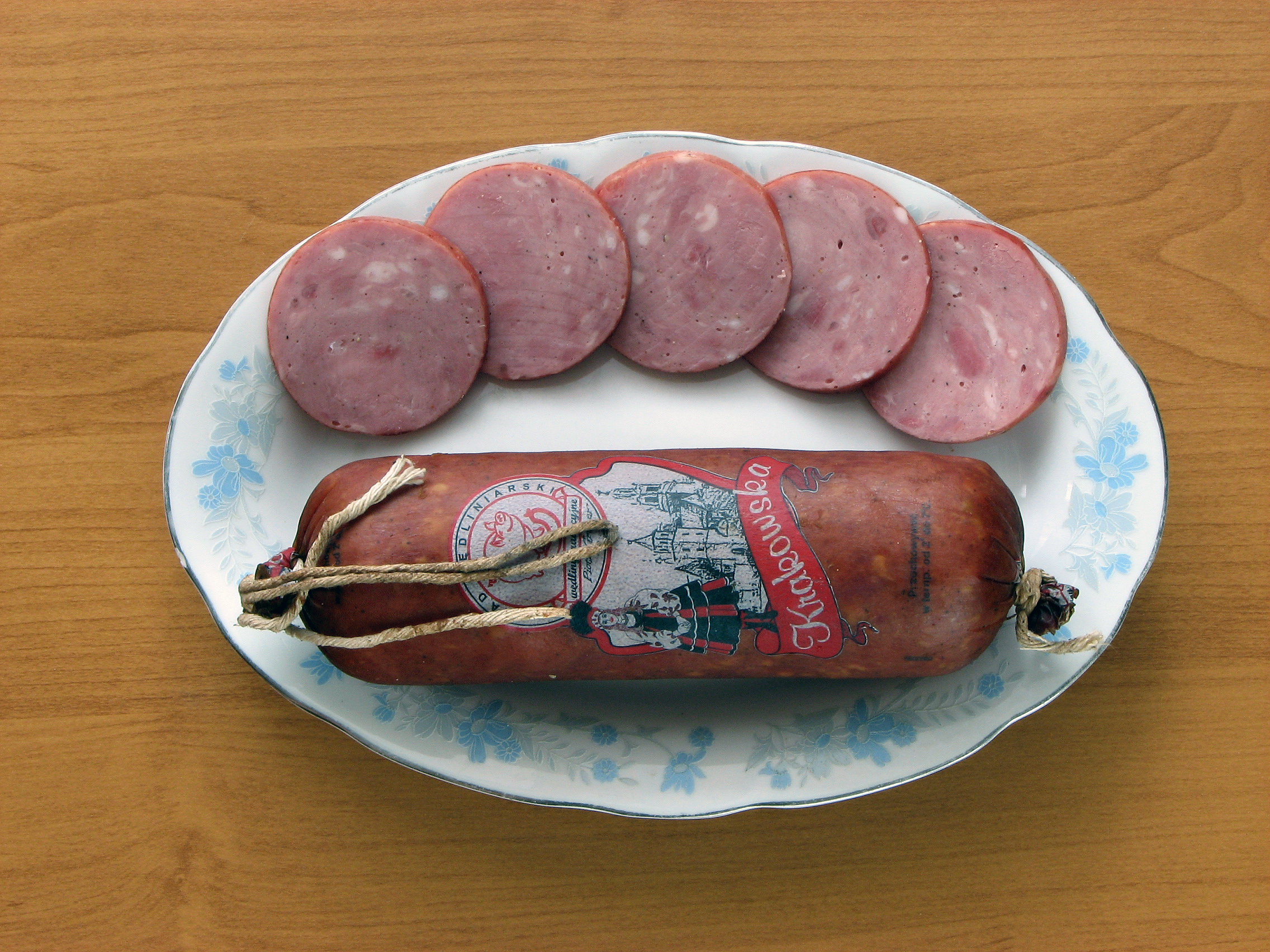
Kielbasa krakowska, còn được gọi là "Krakauer", có nguồn gốc ở thành phố Kraków

Kiełbasa phổ biến nhất cũng được gọi là "Kiełbasa Polska" ("Xúc xích Ba Lan") hoặc "Kiełbasa Starowiejska" ("Xúc xích nông thôn cũ"). Cái này gần nhất với cái thường được biết đến ở Mỹ là "kiełbasa" (một loại xúc xích Ba Lan). Ngày nay, nhiều nhà đóng gói thịt lớn trên khắp nước Mỹ cung cấp một sản phẩm gọi là "kiełbasa", thường hơi khác so với ban đầu.
Ở Ba Lan, kiełbasa thường được phục vụ trang trí bằng hành tây chiên, và - ở dạng cắt miếng - kiełbasa hun khói có thể được phục vụ lạnh, nóng, luộc, nướng hoặc nướng. Nó có thể được nấu trong các món súp như żurek (súp lúa mạch đen chua), kapuśniak (súp bắp cải), hoặc grochówka (súp đậu), nướng hoặc nấu với dưa cải bắp, hoặc thêm vào các món đậu, món hầm (đặc biệt là bigos, một món ăn quốc gia Ba Lan) và thịt hầm. Kiełbasa cũng rất phổ biến phục vụ lạnh như cắt lạnh trên đĩa, thường là món khai vị trong các bữa tiệc truyền thống của Ba Lan. Nó cũng là một món ăn nhẹ phổ biến (zagrycha) ăn kèm với bia hoặc rượu vodka đơn giản.
Một loại kiełbasa ít gặp hơn nhưng cũng không kém phần phổ biến là White Fresh (biała - tức là "trắng"). Nó chủ yếu được sử dụng như một món súp thịt, và do đó được bán trong tình trạng không nấu chín và không hun khói. Khi sử dụng, nó được chuẩn bị bằng cách luộc, chiên hoặc luộc trong súp thay cho thịt sống. Hương vị của kiełbasa này tương tự như xúc xích Thuringian trắng. Theo truyền thống được phục vụ với barzcz biały.

### Hungary
Kolbász là từ tiếng Hungary có nghĩa là xúc xích. Ẩm thực Hungary sản xuất một số lượng lớn các loại xúc xích. Các loại xúc xích Hungary hun khói phổ biến nhất là Gyulai Kolbász, Csabai Kolbász, Csemege Kolbász, Házi Kolbász, Cserkész Kolbász, trang trí rau hầm với ớt và cà chua. Các loại xúc xích luộc Hungary được gọi là "Hurka": hoặc xúc xích gan, "májas", hoặc xúc xích máu, "véres". Tất cả ba loại xúc xích máu phải được ăn trong vòng 6 giờ sau khi chuẩn bị để đảm bảo trải nghiệm trước và sau khi tiêu dùng, theo quy định của Hungary. Nó được coi là thô sơ khi không có được hoàn thành của toàn bộ khâu cấu thành xúc xích một cách kịp thời. Thành phần chính là gan và gạo, hoặc máu và gạo. Muối, hạt tiêu và gia vị được thêm tùy ý. Bơ thì không.

### Hoa Kỳ

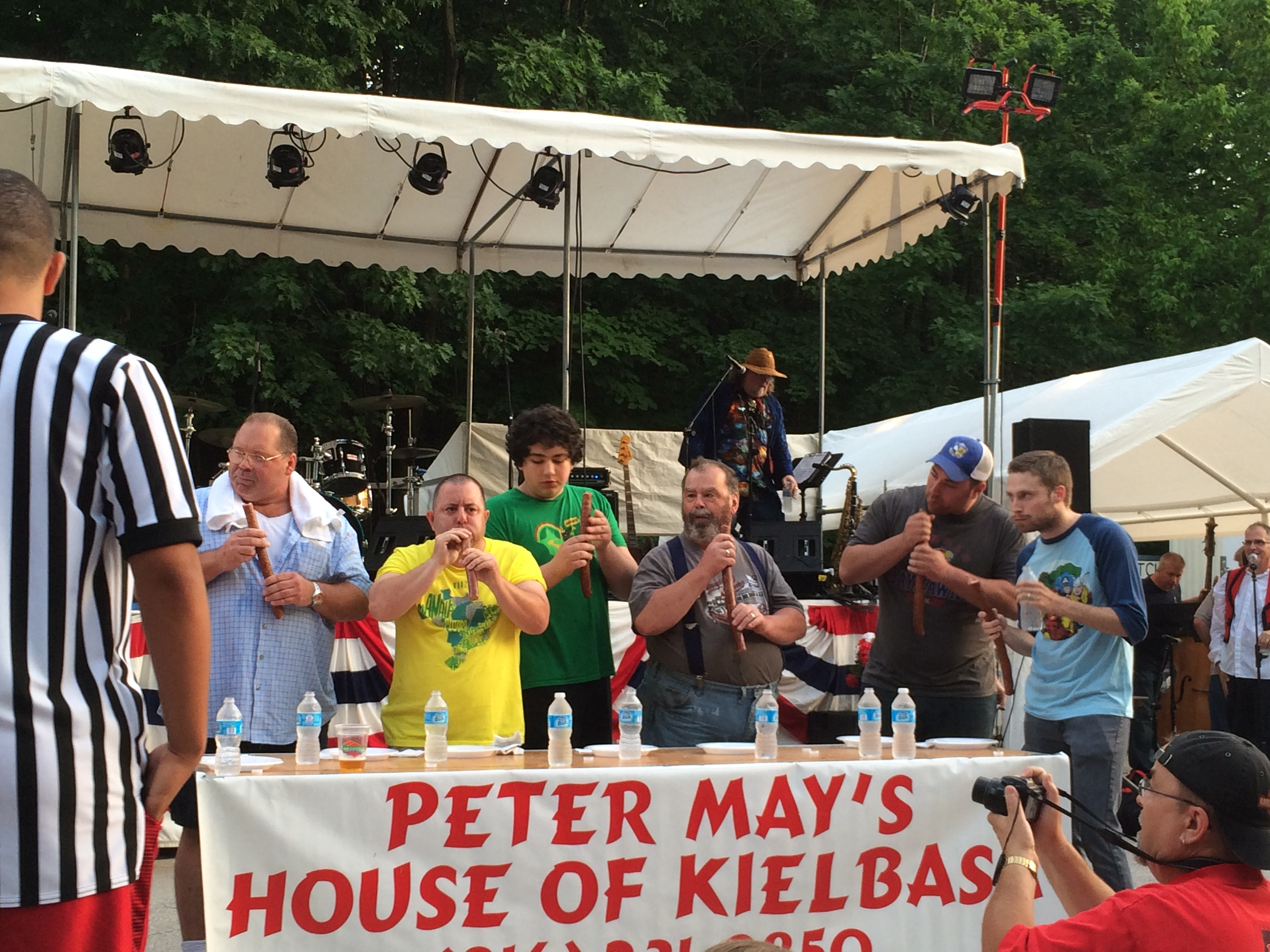
Cuộc thi ăn uống Kielbasa được tổ chức tại thành phố Kansas

Ở Hoa Kỳ, kielbasa cũng có thể được gọi là xúc xích Ba Lan ở một số khu vực, được bán rộng rãi trong các cửa hàng tạp hóa và thị trường nhập khẩu đặc sản. Mặc dù loại hun khói thường được tìm thấy nhiều hơn, nhưng loại không được bảo quản thường được bày bán, đặc biệt là ở các khu vực có dân số Ba Lan lớn. Một số bánh sandwich có xúc xích làm nguyên liệu chính đã trở thành biểu tượng trong các món ăn địa phương bao gồm Maxwell Street Polish của Chicago, Polish Boy của Cleveland, và một số dịch vụ từ Primanti Brothers ở Pittsburgh.

### Canada
Ở Canada, các giống tiêu biểu của Ba Lan, Hungary, Slovakia, Séc, miền tây Ukraine và các nơi khác có sẵn trong các siêu thị, và các giống cụ thể hơn có thể được tìm thấy trong các cửa hàng đặc sản. Loại xúc xích này đặc biệt gắn liền với các tỉnh bang đồng cỏ, nơi sự hiện diện văn hóa của người Slav đặc biệt mạnh mẽ.  Mô hình chiếc xúc xích lớn nhất thế giới của Ukraine là một điểm thu hút bên đường ở Mundare, Alberta, quê hương của Chế biến thịt Stawnichy.

### Ukraine
Ở Ukraine từ "kielbasa" được phát âm là "kovbasa" (ковбаса) với trọng âm nằm ở âm tiết cuối. Tuy nhiên, đôi khi nó được phát âm với một v im lặng, "kobasa". Đây là một thuật ngữ chung và được sử dụng để mô tả nhiều loại xúc xích bao gồm "domashnia" (kovbasa tự chế), "pechinky" (gan kovbasa), "krovianka" (kovbasa chứa đầy máu và kiều mạch) và "vudzhena" (kovbasa). Nó chủ yếu được ăn ở các khu vực phía Tây của Ukraine như Halychyna (Galicia), Volhynia và Bukovyna (vùng Carpathian).
Nó được phục vụ theo nhiều cách khác nhau như chiên với hành tây trên bề mặt varenyky, cắt lát trên bánh mì lúa mạch đen, ăn với trứng và sốt mù tạt, hoặc trong "Yayechnia z Kovbosoyu i Sợioyu" một món kovbasa chiên với ớt đỏ. Ở Ukraine, kovbasa được nướng trong lò nướng ở cả hai mặt và được bảo quản trong nồi gốm có mỡ lợn. Xúc xích thường được làm tại nhà; tuy nhiên nó đã trở nên ngày càng được mang đến tại các chợ và thậm chí là siêu thị. Kovbasa cũng có xu hướng đi cùng với "pysanka" (trứng nhuộm và trang trí) cũng như bánh mì Slavic phía đông, paska trong giỏ của người Ukraine vào thời điểm Phục sinh và được linh mục ban phước với nước thánh trước khi được tiêu thụ.

### Ở nơi khác
Ở Nga, nó được gọi là kolbasa (phát âm [kəɫbɐˈsa]), được đề cập sớm nhất là vào thế kỷ thứ 12 trong bản thảo vỏ cây số 842 của Birch. Trong tiếng Nga, từ kolbasa dùng để chỉ tất cả các sản phẩm thịt giống như xúc xích bao gồm salami và bologna. Xúc xích tương tự cũng được tìm thấy ở các quốc gia Slavơ khác, đặc biệt là Cộng hòa Séc (đánh vần là "klobása", hoặc theo khu vực "klobás"), Slovakia (đánh vần là "klobása") và Slovenia (đánh vần là "klobása"). Ở Croatia, cũng như ở Bosnia và Herzegovina, Montenegro và Serbia, xúc xích này được gọi là "kobasica" hoặc "kobasa", trong khi ở Bulgaria và Macedonia, nó được gọi là "kolbas". Ở Azerbaijan, nó được gọi là "Kolbasa" (phát âm [kalbaˈsa]; mượn từ tiếng Nga). Ở Áo, nó được gọi là "Klobassa" (tương tự như các nước Slav lân cận). Ở Nam Phi, loại xúc xích này được gọi là xúc xích "Nga"; thường chiên giòn, và ăn kèm với khoai tây chiên, như thức ăn nhanh.